# Yasuhiro Koseki
Yasuhiro Koseki (Japans: 小関也朱篤, Koseki Yasuhiro) (Tsuruoka, 14 maart 1992) is een Japanse zwemmer.

## Carrière
Bij zijn internationale debuut, op de Pan-Pacifische kampioenschappen zwemmen 2014 in Gold Coast, veroverde Koseki de gouden medaille op zowel de 100 als de 200 meter schoolslag. Op de 4x100 meter wisselslag legde hij samen met Ryosuke Irie, Hirofumi Ikebata en Katsumi Nakamura beslag op de zilveren medaille. Tijdens de Aziatische Spelen 2014 in Incheon behaalde de Japanner de zilveren medaille op zowel de 50 als de 100 meter schoolslag en de bronzen medaille op de 200 meter schoolslag, samen met Ryosuke Irie, Hirofumi Ikebata en Shinri Shioura sleepte hij de zilveren medaille in de wacht op de 4x100 meter wisselslag.

## Internationale toernooien
| Jaar | Olympische Spelen | WK langebaan | WK kortebaan | PanPacs                                               | Aziatische Spelen                                                      |
| ---- | ----------------- | ------------ | ------------ | ----------------------------------------------------- | ---------------------------------------------------------------------- |
| 2014 |                   |              | 3-7 december | 100m schoolslag · 200m schoolslag · 4x100m wisselslag | 50m schoolslag · 100m schoolslag · 200m schoolslag · 4x100m wisselslag |

## Persoonlijke records
Bijgewerkt tot en met 29 september 2014
Kortebaan
| Afstand         | Tijd    | Datum             | Plaats   |
| --------------- | ------- | ----------------- | -------- |
| 50m schoolslag  | 26,97   | 29 september 2014 | Hongkong |
| 100m schoolslag | 57,41   | 10 november 2013  | Tokio    |
| 200m schoolslag | 2.03,63 | 9 november 2013   | Tokio    |

Langebaan
| Afstand         | Tijd    | Datum             | Plaats     |
| --------------- | ------- | ----------------- | ---------- |
| 50m schoolslag  | 27,89   | 26 september 2014 | Incheon    |
| 100m schoolslag | 59,62   | 22 augustus 2014  | Gold Coast |
| 200m schoolslag | 2.08,57 | 24 augustus 2014  | Gold Coast |